# Arthur Hopkins
Arthur Hopkins (Cleveland, 4 ottobre 1878 – New York, 22 marzo 1950) è stato un regista, produttore teatrale e sceneggiatore statunitense, uno dei nomi più noti della scena di Broadway del primo Novecento. Tra il 1912 e il 1948, produsse e mise in scena più di un'ottantina di spettacoli (talvolta anche più di due per anno), lavorando occasionalmente anche come sceneggiatore e regista. Lavorò anche per il cinema e per la televisione.

## Filmografia

### Sceneggiatore
- La danza della vita (The Dance of Life), regia di John Cromwell e A. Edward Sutherland
- Redenzione (Redemption), regia di Fred Niblo e, non accreditato, Lionel Barrymore - lavoro teatrale (1930)
- His Double Life, regia di Arthur Hopkins (1933)
- Swing High, Swing Low, regia di Mitchell Leisen (1937)
- When My Baby Smiles at Me, regia di Walter Lang (1948)

### Produttore
- Paris Bound, regia di Edward H. Griffith (1929)
- Redenzione (Redemption), regia di Fred Niblo e, non accreditato, Lionel Barrymore (1930)
- His Double Life, regia di Arthur Hopkins (1933)

### Regista
- The Eternal Magdalene (1919)
- His Double Life (1933)